# 이광은
이광은(李光殷, 1955년 6월 28일 ~ )은 전 KBO 리그 MBC 청룡의 선수이자 LG 트윈스의 감독이었다. 이후 연세대학교와 배재고등학교 야구부 감독을 지냈다. 그의 누나는 농구 선수 출신으로 일본 샹송화장품 농구 팀과 구리 KDB생명 위너스의 감독을 지낸 이옥자이다.

## 선수 시절
아마추어 시절에는 배재고등학교와 연세대학교, 포항제철, 성무 야구단(공군)에서 투수로 맹활약했지만, 공군에서 제대하여 프로에 진출한 후 타자로 전향하여 주로 3루수와 외야수로 활약했다. KBO 리그 창설 기념을 위하여 1982년 10월 KBO 리그 올스타 팀과 행크 에런의 애틀랜타 브레이브스 초청 경기에서 선발 투수로 등판했다.
MBC 청룡과 LG 트윈스에서 1991년까지 현역으로 뛰며 1990년 한국시리즈 우승에 기여하였고, 1984년 3루수, 1986-1987년 외야수 부문 등 골든 글러브를 모두 3차례 수상했다.

## 지도자 시절
2000년에 MBC/LG 선수 출신으로는 최초로 LG 트윈스의 감독이 되었으나 옛 스승 김동엽 감독 스타일(스파르타식 훈련)을 길들이다가 반발이 작용했으며 이 과정에서 최고참 김용수가 이광은 감독과 선수단 장악 문제를 놓고 불화를 빚어 2000년 시즌 후 은퇴식 없이 옷을 벗었다.
게다가, 부임 첫 해 팀을 매직리그 1위에 올리면서 어느 정도를 성과를 냈음에도 라이벌 두산과 치른 플레이오프에서 충격의 역전패를 당하며 신임을 잃었는데 주변 코치들의 만류에도 마무리로 장문석을 계속 밀어붙인 것이 시리즈 패배의 결정적인 원인으로 작용했다.
이 탓인지 2001년 투수진이 붕괴되며 시즌 초반 9승 25패를 기록하자 그 해 5월 15일 성적 부진 때문에 당시 수석코치로 올라와 있었던 김성근에게 대행을 넘기고 물러났으며 김성근 대행은 시즌 후 정식 감독으로 승격했는데 이광은 감독이 그랬던 것처럼 스파르타식 훈련을 중시하는 스타일이라 프런트와 럭키회 등에서 이광은 김성근 두 감독에 대한 반감이 심해지기도 했다. 
게다가, 2001년 시즌 후 2년 계약을 맺어 정식 감독으로 승격된 김성근 감독은 1993년부터 1998년까지 LG 야구,축구,씨름,배구단장을 거쳤지만 다른 계열사로 발령이 나서 야구단을 떠났다가 2001년 시즌 후 LG스포츠 사장으로 부임한 어윤태 전 LG 야구단 단장 등 구단 고위층과 2002년 시즌 내내 마찰을 빚어  같은 해 말 전격 해임됐는데 김 감독은 어윤태 사장의 전임 사장이 임명한 사람이라 어 사장과 불화가 더욱 심했다.
이후에는 모교로 돌아가 후배들을 지도하였다. 연세대학교 타격코치를 거쳐 2011년까지 연세대학교 야구부 감독을 맡은 후 정진호에게 감독직을 넘기고 배재고등학교 야구부 감독으로 옮겼다.

## 등번호
- 33 - MBC 청룡, LG 트윈스